# Cens dels Estats Units del 1920

El Cens dels Estats Units del 1920 va ser el 14è cens del país, dirigit per l'Oficina del Cens. Va comptar 106.021.537 persones residents dels Estats Units, un increment del 15,0% respecte a les 92.228.496 persones del cens de 1910.

## Rànquing estatal
| Rang | Estat                 | Població   |
| ---- | --------------------- | ---------- |
| 1    | Nova York             | 10.385.227 |
| 2    | Pennsilvània          | 8.720.017  |
| 3    | Illinois              | 6.485.280  |
| 4    | Ohio                  | 5.759.394  |
| 5    | Texas                 | 4.663.228  |
| 6    | Massachusetts         | 3.852.356  |
| 7    | Michigan              | 3.668.412  |
| 8    | Califòrnia            | 3.426.861  |
| 9    | Missouri              | 3.404.055  |
| 10   | Nova Jersey           | 3.155.900  |
| 11   | Indiana               | 2.930.390  |
| 12   | Geòrgia               | 2.895.832  |
| 13   | Wisconsin             | 2.632.067  |
| 14   | Carolina del Nord     | 2.559.123  |
| 15   | Kentucky              | 2.416.630  |
| 16   | Iowa                  | 2.404.021  |
| 17   | Minnesota             | 2.387.125  |
| 18   | Alabama               | 2.348.174  |
| 19   | Tennessee             | 2.337.885  |
| 20   | Virgínia              | 2.309.187  |
| 21   | Oklahoma              | 2.028.283  |
| 22   | Louisiana             | 1.798.509  |
| 23   | Mississipi            | 1.790.618  |
| 24   | Kansas                | 1.769.257  |
| 25   | Arkansas              | 1.752.204  |
| 26   | Carolina del Sud      | 1.683.724  |
| 27   | Virgínia de l'Oest    | 1.463.701  |
| 28   | Maryland              | 1.449.661  |
| 29   | Connecticut           | 1.380.631  |
| 30   | Washington            | 1.356.621  |
| 31   | Nebraska              | 1.296.372  |
| 32   | Florida               | 968.470    |
| 33   | Colorado              | 939.629    |
| 34   | Oregon                | 783.389    |
| 35   | Maine                 | 768.014    |
| 36   | Dakota del Nord       | 646.872    |
| 37   | Dakota del Sud        | 636.547    |
| 38   | Rhode Island          | 604.397    |
| 39   | Montana               | 548.889    |
| 40   | Utah                  | 449.396    |
| 41   | Nou Hampshire         | 443.083    |
| x    | Districte de Colúmbia |            |
| 42   | Idaho                 | 431.866    |
| 43   | Nou Mèxic             | 360.350    |
| 44   | Vermont               | 352.428    |
| 45   | Arizona               | 334.162    |
| 46   | Delaware              | 223.003    |
| 47   | Wyoming               | 194.402    |
| 48   | Nevada                | 77.407     |

## Territoris
| Territoris dels Estats Units (United States Territories) | Territoris dels Estats Units (United States Territories) | Territoris dels Estats Units (United States Territories) |
| Any de la conquesta o la compra                          | Territori                                                | Població                                                 |
| -------------------------------------------------------- | -------------------------------------------------------- | -------------------------------------------------------- |
| 1867                                                     | Alaska                                                   | 55.036                                                   |
| 1898                                                     | Hawaii                                                   | 255.881                                                  |
| 1898                                                     | Puerto Rico                                              | 1.299.809                                                |
| 1898                                                     | Guam                                                     | 13.275                                                   |
| 1899                                                     | Samoa Nord-americana                                     | N/D                                                      |
| 1903                                                     | Zona del Canal de Panamà                                 | N/D                                                      |
| 1915                                                     | Haití                                                    | N/D                                                      |
| 1916                                                     | Santo Domingo                                            | 894.652                                                  |
| 1916                                                     | Illes Verges Nord-americanes                             | N/D                                                      |